# Cathédrale Sainte-Croix de Paris des Arméniens

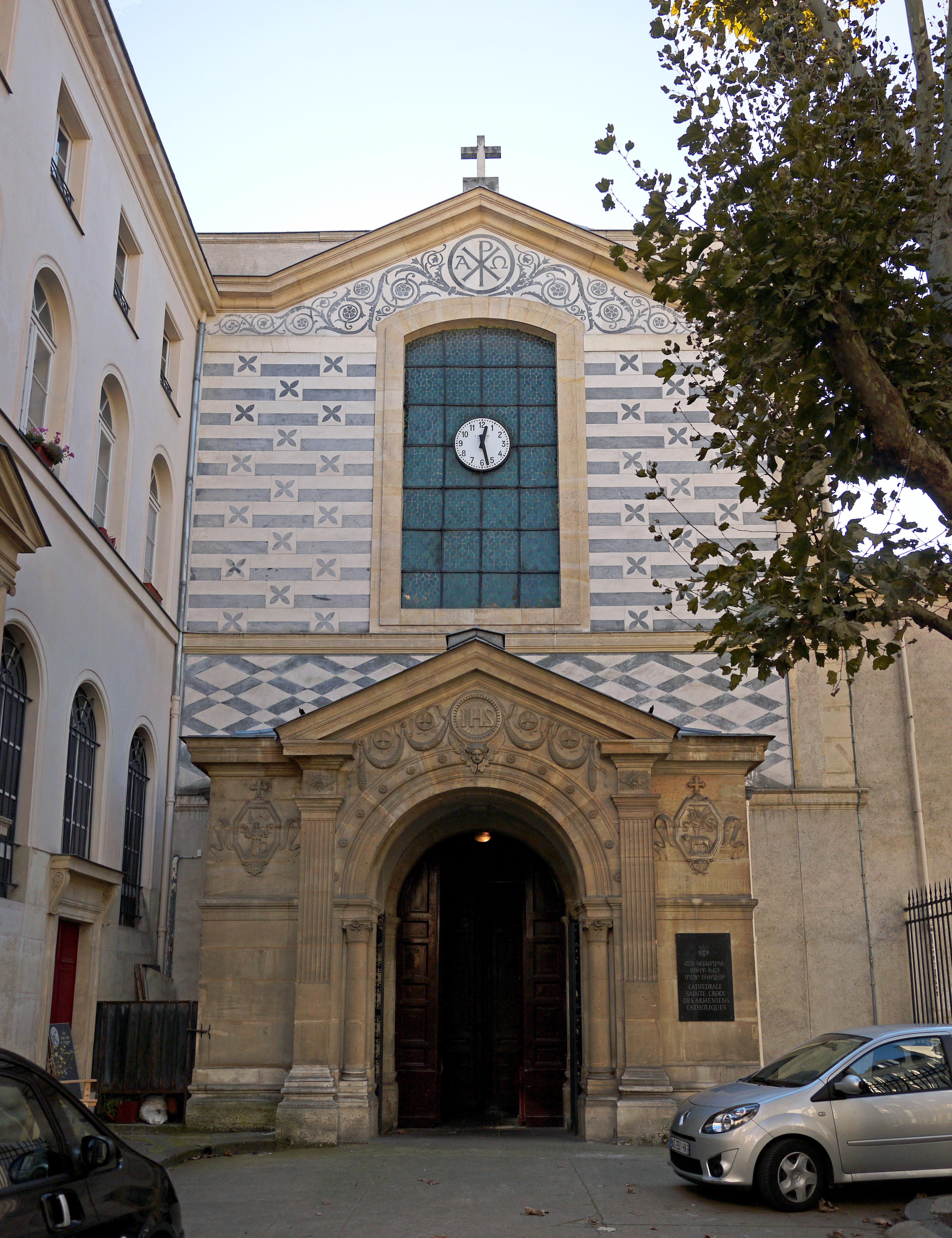
Eingang

Die Kirche Sainte-Croix de Paris des Arméniens, ursprünglich Saint-Jean-Saint-François, ist die Kathedrale der armenisch-katholischen Eparchie Sainte-Croix-de-Paris in Paris. Sie ist in der Rue du Perche im Marais-Viertel gelegen.

## Geschichte

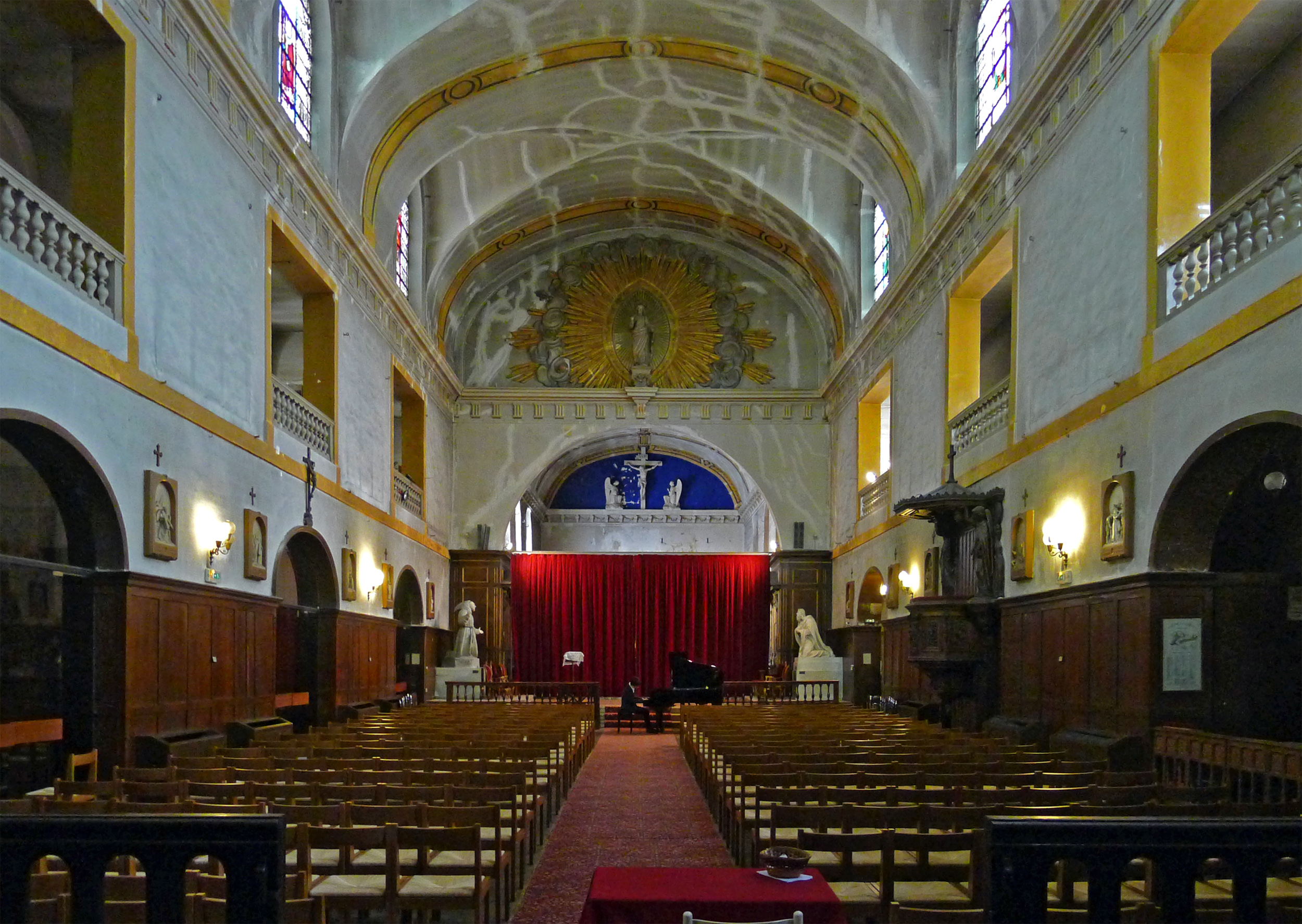
Innenansicht

Die Ursprünge der Kirche gehen bis auf das Jahr 1633 zurück. Sie war ursprünglich eine Kapelle, die der Unbefleckten Empfängnis gewidmet war, und Teil eines Kapuzinerklosters, das hier 1622 gegründet wurde. Während der Französischen Revolution wurde das Kloster aufgehoben. Die Kapelle blieb gottesdienstlich genutzt und welche 1791 zur Pfarrkirche Saint-François d'Assise. 1793 wurde die Kirche geschlossen und 1798 von der Stadt Paris für 60.000 Francs gekauft. 1803 wurde sie nach dem Konkordat von 1801 wieder für Gottesdienste genutzt und erhielt den Namen Saint-Jean-Saint-François. Das Gebäude wurde 1828 und 1832 durch Étienne-Hippolyte Godde restauriert und vergrößert. Die Vorhalle wurde 1855 vom Architekten Victor Baltard neu hinzugefügt. Die Kirche wurde 1970 erneut geschlossen, bis sie 1986 der armenisch-katholischen Kirche anvertraut wurde. Der Innenraum Kirche sowie viele Gemälde wurden 2019 und 2020 restauriert.

## Architektur und Ausstattung
Die Kirche folgt dem Baustil einer Basilika. Sie besteht aus einem Schiff, welches mit einem Tonnengewölbe bedeckt ist. Die Fenster der oberen Etage sind als Buntglasfenster gestaltet. Mehrere Gemälde schmücken die Wände. Am Eingang zum Chor steht eine Marmorstatue des Heiligen Franz von Assisi in Ekstase, gefertigt von Germain Pilon. Gegenüber befindet sich eine Statue von Saint Denis, die von den Brüdern Gaspard und Balthazar Marsy ausgeführt wurde. Im Chor befindet sich der Hochaltar aus dem 19. Jahrhundert, welcher sich durch seine, in Basrelief geschnitzte Altarfront auszeichnet. Die Kreuzwegstationen sind im Stil des Realismus gestaltet und stammen von Marie-Madeleine Chantrel.
Die Vorhalle weist Stilelemente der Romanik und der Renaissance auf. Der Giebel ist mit dorischen Girlanden, Pilastern und Medaillons geschmückt. Die Medaillons zeigen Darstellungen des Heiligen Franz von Assisi und die Embleme des Heiligen Johannes des Täufers.

## Orgeln

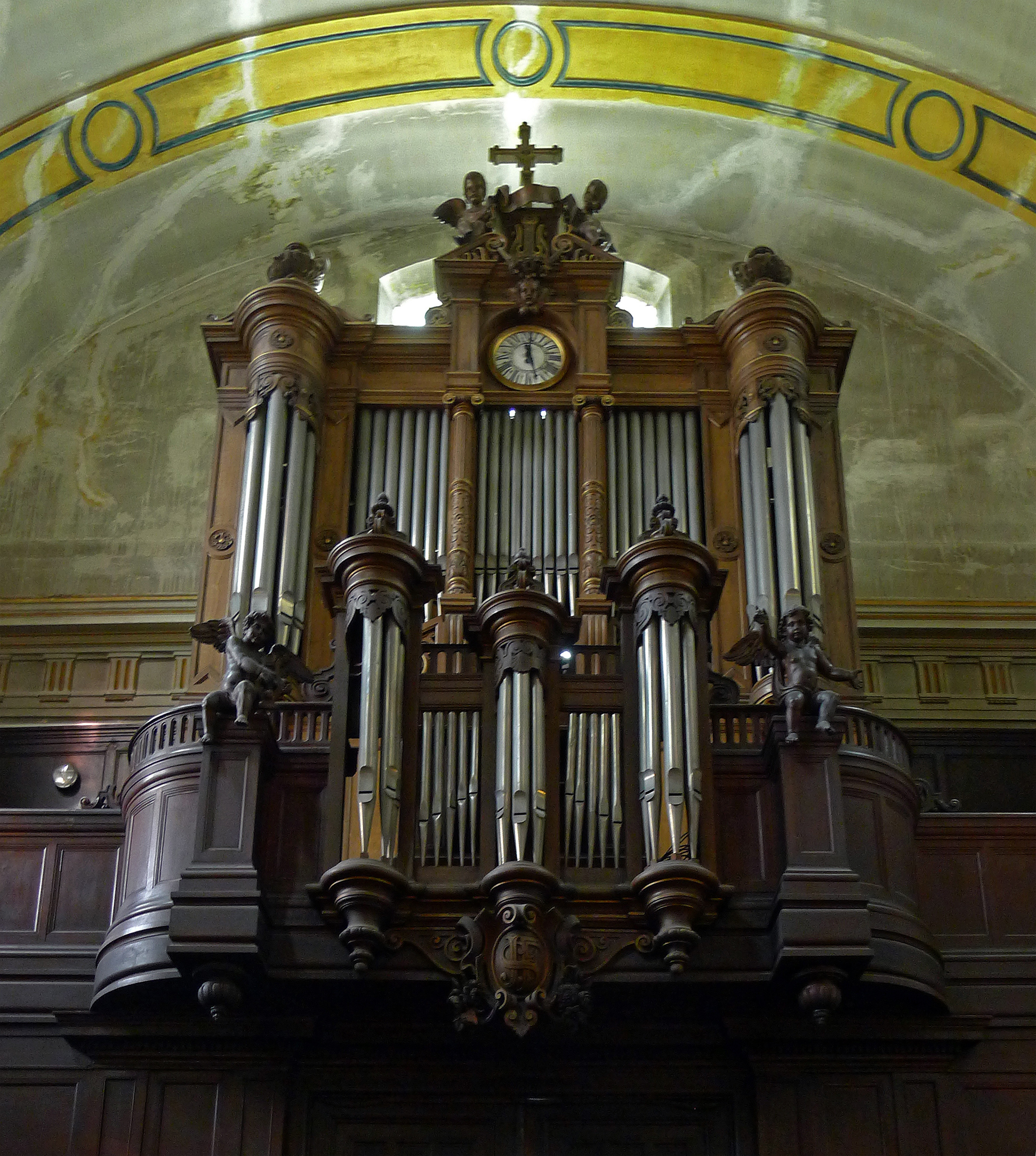
Orgel

Die Hauptorgel der Kirche wurde 1844 von Aristide Cavaillé-Coll erbaut und zählt zu den ersten seiner Pariser Orgeln. Es ersetzte ein Instrument des Orgelbauers Somer. Das Gehäuse wurde durch den Bildhauer Liénard gestaltet. Das Instrument wurde zunächst auf der Weltausstellung 1844 vorgestellt. 1926 wurde das Instrument durch Paul-Marie Koenig erweitert. 1956 erfolgte eine Renovierung durch Beuchet. Der Komponist César Franck war von 1851 bis 1856 Titularorganist des Instruments.
| I Grand-Orgue C–f3 |        |
| Montre             | 8′     |
| Bourdon            | 8′     |
| Flûte harmonique   | 8′     |
| Salicional         | 8′     |
| Unda maris         | 8′     |
| Prestant           | 4′     |
| Nasard             | 2 ⁄3′  |
| Doublette          | 2′     |
| Tierce             | 1 3⁄5′ |
| Plein-jeu IV       |        |

| Récit expressif C–f3 |    |
| Gambe                | 8′ |
| Flûte douce          | 8′ |
| Flûte octaviante     | 4′ |
| Octavin              | 2′ |
| Trompette            | 8′ |
| Cromorne             | 8′ |
| Hautbois             | 8′ |

| Pédale C–f1 |        |
| Soubasse    | 16′    |
| Quinte      | 5 1⁄3′ |

- Koppeln: II/I, I/P, II/P

Die Chororgel der Kirche wurde 1860  ebenfalls von Cavaillé-Coll erbaut.
| I. Manual C–f3 |    |
| Gambe          | 8′ |
| Bourdon        | 8′ |
| Dulciane       | 4′ |
| Trompette      | 8′ |

| II. Manual C–f3    |    |
| Flûte harmonique   | 8′ |
| Prestant           | 4′ |
| Doublette          | 2′ |
| Dessus de hautbois | 8′ |

- Tremulant
- Appel d’anches
- Pedalkoppel zum ersten Manual
- Die ganze Orgel befindet sich in einem Schwellkasten